# Liste des monuments historiques du 1er arrondissement de Paris

Cet article recense les monuments historiques du 1er arrondissement de Paris, en France.

## Statistiques
En 2011, le 1er arrondissement compte 245 édifices protégés aux monuments historiques, le 2e arrondissement de Paris en nombre d'édifices protégés derrière le 4e. 87 sont classés au titre des monuments historiques, au moins partiellement, 158 sont inscrits.
Le graphique suivant résume le nombre d'actes de protection par décennies (un même édifice pouvant être concerné par plusieurs actes) :

## Liste
| Monument | Adresse                                                                          | Coordonnées                      | Notice                        | Protection     | Date           | Illustration                                                                                                   |
| --- | -------------------------------------------------------------------------------- | -------------------------------- | ----------------------------- | -------------- | -------------- | --- |
| Ancien appartement de Coco Chanel                                                                               | 31 rue Cambon                                                                    | 48° 52′ 06″ nord, 2° 19′ 36″ est | « PA75010015 »                | Classé         | 2013           | Ancien appartement de Coco Chanel                                                                              |
| Bar-restaurant Au chien qui fume                                                                                | 33 rue du Pont-Neuf                                                              | 48° 51′ 41″ nord, 2° 20′ 41″ est | « PA00085783 »                | Inscrit        | 1984           | Bar-restaurant Au chien qui fume                                                                               |
| Bourse de commerce                                                                                              | 2 rue de Viarmes                                                                 | 48° 51′ 46″ nord, 2° 20′ 34″ est | « PA00085839 » « PA00085784 » | Classé         | 1862           | Bourse de commerce                                                                                             |
| Boutique | 14 rue de La Sourdière                                                           | 48° 51′ 52″ nord, 2° 19′ 55″ est | « PA00085785 »                | Inscrit        | 1984           | Boutique |
| Café-Bar | 3 rue Étienne-Marcel                                                             | 48° 51′ 48″ nord, 2° 21′ 01″ est | « PA00085786 »                | Inscrit        | 1984           | Café-Bar |
| Café-Bar | 91 rue Saint-Denis 79 rue Rambuteau                                              | 48° 51′ 43″ nord, 2° 20′ 57″ est | « PA00085788 »                | Inscrit        | 1984           | Café-Bar |
| Café-Bar Le Cochon à l'oreille                                                                                  | 15 rue Montmartre                                                                | 48° 51′ 52″ nord, 2° 20′ 43″ est | « PA00085787 »                | Inscrit        | 1984           | Café-Bar Le Cochon à l'oreille                                                                                 |
| Cercle républicain                                                                                              | 5 avenue de l'Opéra                                                              | 48° 51′ 53″ nord, 2° 20′ 04″ est | « PA75010003 »                | Inscrit        | 1996           | Cercle républicain                                                                                             |
| Colonne Médicis                                                                                                 | 2 rue de Viarmes                                                                 | 48° 51′ 45″ nord, 2° 20′ 35″ est | « PA00085839 »                | Classé         | 1862           | Colonne Médicis                                                                                                |
| Colonne Vendôme                                                                                                 | Place Vendôme                                                                    | 48° 52′ 03″ nord, 2° 19′ 46″ est | « PA00085790 »                | Classé         | 1992           | Colonne Vendôme                                                                                                |
| Cour des Comptes                                                                                                | 13 rue Cambon                                                                    | 48° 52′ 01″ nord, 2° 19′ 32″ est | « PA00085791 »                | Inscrit        | 1993 2006      | Cour des Comptes                                                                                               |
| Couvent des Feuillants                                                                                          | 229 à 235 rue Saint-Honoré                                                       | 48° 51′ 58″ nord, 2° 19′ 45″ est | « PA00085792 »                | Inscrit        | 1987           | Couvent des Feuillants                                                                                         |
| Crémerie | 25 rue Danielle-Casanova                                                         | 48° 52′ 05″ nord, 2° 19′ 53″ est | « PA00085793 »                | Inscrit        | 1984           | Crémerie |
| Édicule Guimard de la station Châtelet                                                                          | Rue de Rivoli Rue des Lavandières-Sainte-Opportune                               | 48° 51′ 33″ nord, 2° 20′ 46″ est | « PA00085986 »                | Inscrit        | 2016           | Édicule Guimard de la station Châtelet                                                                         |
| Édicule Guimard de la station Étienne-Marcel                                                                    | 14 rue de Turbigo                                                                | 48° 51′ 49″ nord, 2° 20′ 56″ est | « PA00085987 »                | Inscrit        | 2016           | Édicule Guimard de la station Étienne-Marcel                                                                   |
| Édicule Guimard de la station Louvre-Rivoli                                                                     | Rue de l'Amiral-de-Coligny Rue de Rivoli                                         | 48° 51′ 38″ nord, 2° 20′ 27″ est | « PA00085988 »                | Inscrit        | 2016           | Édicule Guimard de la station Louvre-Rivoli                                                                    |
| Édicule Guimard de la station Palais-Royal                                                                      | Place du Palais-Royal Rue de Rivoli                                              | 48° 51′ 45″ nord, 2° 20′ 12″ est | « PA00085989 »                | Inscrit        | 2016           | Édicule Guimard de la station Palais-Royal                                                                     |
| Édicule Guimard de la station Tuileries                                                                         | Rue de Rivoli                                                                    | 48° 51′ 51″ nord, 2° 19′ 49″ est | « PA00085990 »                | Inscrit        | 2016           | Édicule Guimard de la station Tuileries                                                                        |
| Église Notre-Dame-de-l'Assomption                                                                               | 263 rue Saint-Honoré                                                             | 48° 52′ 03″ nord, 2° 19′ 32″ est | « PA00085794 »                | Classé         | 1907           | Église Notre-Dame-de-l'Assomption                                                                              |
| Église Saint-Eustache                                                                                           | 2 rue du Jour                                                                    | 48° 51′ 48″ nord, 2° 20′ 43″ est | « PA00085795 »                | Classé         | 1862           | Église Saint-Eustache                                                                                          |
| Église Saint-Germain-l'Auxerrois                                                                                | 19 Rue des Prêtres-Saint-Germain-l'Auxerrois                                     | 48° 51′ 34″ nord, 2° 20′ 29″ est | « PA00085796 »                | Classé         | 1862           | Église Saint-Germain-l'Auxerrois                                                                               |
| Église Saint-Leu-Saint-Gilles                                                                                   | 92 rue Saint-Denis                                                               | 48° 51′ 46″ nord, 2° 21′ 00″ est | « PA00085797 »                | Classé         | 1915           | Église Saint-Leu-Saint-Gilles                                                                                  |
| Église Saint-Roch                                                                                               | 18 rue Saint-Roch                                                                | 48° 51′ 55″ nord, 2° 19′ 57″ est | « PA00085798 »                | Classé         | 1914           | Église Saint-Roch                                                                                              |
| Enceinte de Philippe Auguste                                                                                    | 7, 9 rue du Jour 62 rue Jean-Jacques-Rousseau                                    | 48° 51′ 50″ nord, 2° 20′ 39″ est | « PA00085799 »                | Classé         | 1889           | Enceinte de Philippe Auguste                                                                                   |
| Enceinte de Philippe Auguste                                                                                    | 21, 23 rue du Jour 70 rue Jean-Jacques-Rousseau                                  | 48° 51′ 51″ nord, 2° 20′ 41″ est | « PA00085800 »                | Classé         | 1889           | Enceinte de Philippe Auguste                                                                                   |
| Enceinte de Philippe Auguste                                                                                    | 11, 13 rue du Louvre 20 rue Jean-Jacques-Rousseau                                | 48° 51′ 45″ nord, 2° 20′ 29″ est | « PA00085801 »                | Classé         | 1889           | Enceinte de Philippe Auguste                                                                                   |
| Enceinte de Philippe Auguste                                                                                    | 146, 148, 150 rue Saint-Honoré                                                   | 48° 51′ 43″ nord, 2° 20′ 26″ est | « PA00085802 »                | Classé         | 1889           | Enceinte de Philippe Auguste                                                                                   |
| Épicerie | 9 rue Pierre-Lescot                                                              | 48° 51′ 45″ nord, 2° 20′ 54″ est | « PA00085803 »                | Inscrit        | 1984           | Épicerie |
| Épicerie | 95 rue Saint-Honoré                                                              | 48° 51′ 40″ nord, 2° 20′ 35″ est | « PA00085804 »                | Inscrit        | 1984           | Épicerie |
| Fontaine de la Croix-du-Trahoir                                                                                 | rue de l'Arbre-Sec Rue Saint-Honoré                                              | 48° 51′ 41″ nord, 2° 20′ 32″ est | « PA00085807 »                | Inscrit        | 1925           | Fontaine de la Croix-du-Trahoir                                                                                |
| Fontaine des Innocents                                                                                          | 2 rue des Innocents                                                              | 48° 51′ 38″ nord, 2° 20′ 53″ est | « PA00085805 »                | Classé         | 1862           | Fontaine des Innocents                                                                                         |
| Fontaine du Palmier                                                                                             | Place du Châtelet                                                                | 48° 51′ 27″ nord, 2° 20′ 50″ est | « PA00085806 »                | Inscrit        | 1925           | Fontaine du Palmier                                                                                            |
| Galerie Véro-Dodat                                                                                              | 2 rue du Bouloi 19 rue Jean-Jacques-Rousseau                                     | 48° 51′ 46″ nord, 2° 20′ 25″ est | « PA00085995 »                | Inscrit        | 1965           | Galerie Véro-Dodat                                                                                             |
| Hôtel Batailhe de Francès                                                                                       | 1 place Vendôme                                                                  | 48° 52′ 01″ nord, 2° 19′ 43″ est | « PA00085808 »                | Classé         | 1930           | Hôtel Batailhe de Francès                                                                                      |
| Hôtel Baudard de Saint-James                                                                                    | 12 place Vendôme                                                                 | 48° 52′ 01″ nord, 2° 19′ 48″ est | « PA00085809 »                | Inscrit Classé | 1927 1930      | Hôtel Baudard de Saint-James                                                                                   |
| Hôtel Bauyn de Péreuse                                                                                          | 5 place des Victoires                                                            | 48° 51′ 55″ nord, 2° 20′ 30″ est | « PA00085810 »                | Classé         | 1948           | Hôtel Bauyn de Péreuse                                                                                         |
| Hôtel Bergeret de Grancourt                                                                                     | 2 place des Victoires                                                            | 48° 51′ 56″ nord, 2° 20′ 26″ est | « PA00085811 »                | Classé         | 1962           | Hôtel Bergeret de Grancourt                                                                                    |
| Hôtel Bergeret de Talmont                                                                                       | 4 place des Victoires                                                            | 48° 51′ 57″ nord, 2° 20′ 26″ est | « PA00085812 »                | Classé         | 1962           | Hôtel Bergeret de Talmont                                                                                      |
| Hôtel Boffrand                                                                                                  | 24 place Vendôme                                                                 | 48° 52′ 04″ nord, 2° 19′ 50″ est | « PA00085838 »                | Inscrit        | 1927           | Hôtel Boffrand                                                                                                 |
| Hôtel de Boullongne                                                                                             | 23 place Vendôme                                                                 | 48° 52′ 05″ nord, 2° 19′ 47″ est | « PA00085813 »                | Classé         | 1931           | Hôtel de Boullongne                                                                                            |
| Hôtel de Bourvallais                                                                                            | 11, 13 place Vendôme 30, 34, 36 rue Cambon                                       | 48° 52′ 05″ nord, 2° 19′ 40″ est | « PA00085814 »                | Classé Inscrit | 1982 1991      | Hôtel de Bourvallais                                                                                           |
| Hôtel Bristol                                                                                                   | 3, 5 place Vendôme 360 rue Saint-Honoré Rue de Castiglione                       | 48° 52′ 01″ nord, 2° 19′ 43″ est | « PA00085817 »                | Classé         | 1990           | Hôtel Bristol                                                                                                  |
| Hôtel Bullion                                                                                                   | 9 rue Coq-Héron                                                                  | 48° 51′ 52″ nord, 2° 20′ 33″ est | « PA00085815 »                | Inscrit        | 1925           | Hôtel Bullion                                                                                                  |
| Hôtel Charlemagne                                                                                               | 1 place des Victoires                                                            | 48° 51′ 56″ nord, 2° 20′ 27″ est | « PA00085816 »                | Classé         | 1967           | Hôtel Charlemagne                                                                                              |
| Hôtel Crozat | 17 place Vendôme                                                                 | 48° 52′ 05″ nord, 2° 19′ 44″ est | « PA00085826 »                | Inscrit Classé | 1927 1930      | Hôtel Crozat                                                                                                   |
| Hôtel Delpech de Chaumot                                                                                        | 8 place Vendôme                                                                  | 48° 52′ 00″ nord, 2° 19′ 47″ est | « PA00085818 »                | Inscrit        | 1927           | Hôtel Delpech de Chaumot                                                                                       |
| Hôtel Dodun | 21 rue de Richelieu 10 rue Molière                                               | 48° 51′ 53″ nord, 2° 20′ 09″ est | « PA00085819 »                | Inscrit        | 1925 1946      | Hôtel Dodun |
| Hôtel Duché des Tournelles                                                                                      | 18 place Vendôme                                                                 | 48° 52′ 03″ nord, 2° 19′ 50″ est | « PA00085820 »                | Classé         | 1930           | Hôtel Duché des Tournelles                                                                                     |
| Hôtel Dupin | 68 rue Jean-Jacques-Rousseau                                                     | 48° 51′ 51″ nord, 2° 20′ 39″ est | « PA00085893 »                | Inscrit Classé | 1994 1995      | Hôtel Dupin |
| Hôtel de l'État-Major de la Place et du Gouvernement militaire (Hôtel Lebas de Montargis et Hôtel de Villemaré) | 7, 9 place Vendôme                                                               | 48° 52′ 02″ nord, 2° 19′ 41″ est | « PA00085821 »                | Classé         | 1862           | Hôtel de l'État-Major de la Place et du Gouvernement militaire(Hôtel Lebas de Montargis et Hôtel de Villemaré) |
| Hôtel d'Évreux                                                                                                  | 19 place Vendôme                                                                 | 48° 52′ 06″ nord, 2° 19′ 45″ est | « PA00085822 »                | Classé Inscrit | 1930 1957      | Hôtel d'Évreux                                                                                                 |
| Hôtel de La Fare                                                                                                | 14 place Vendôme                                                                 | 48° 52′ 02″ nord, 2° 19′ 49″ est | « PA00085827 »                | Classé         | 1930           | Hôtel de La Fare                                                                                               |
| Hôtel de Fontpertuis                                                                                            | 21 place Vendôme                                                                 | 48° 52′ 06″ nord, 2° 19′ 45″ est | « PA00085822 »                | Classé Inscrit | 1930 1957      | Hôtel de Fontpertuis                                                                                           |
| Hôtel de France et de Choiseul                                                                                  | 239, 241 rue Saint-Honoré                                                        | 48° 52′ 00″ nord, 2° 19′ 40″ est | « PA00085823 »                | Inscrit        | 1966           | Hôtel de France et de Choiseul                                                                                 |
| Hôtel Gaillard de La Bouëxière                                                                                  | 28 place Vendôme 37 rue Danielle-Casanova                                        | 48° 52′ 05″ nord, 2° 19′ 49″ est | « PA00085824 »                | Classé         | 1928           | Hôtel Gaillard de La Bouëxière                                                                                 |
| Hôtel de Gargan                                                                                                 | 37 rue Saint-Roch                                                                | 48° 51′ 59″ nord, 2° 19′ 57″ est | « PA00085825 »                | Inscrit        | 1926           | Hôtel de Gargan                                                                                                |
| Hôtel de Gramont                                                                                                | 15 place Vendôme                                                                 | 48° 52′ 05″ nord, 2° 19′ 44″ est | « PA00085826 »                | Inscrit Classé | 1927 1930      | Hôtel de Gramont                                                                                               |
| Hôtel Heuzé de Vologer                                                                                          | 4 place Vendôme                                                                  | 48° 52′ 00″ nord, 2° 19′ 45″ est | « PA00085830 »                | Classé         | 1933           | Hôtel Heuzé de Vologer                                                                                         |
| Hôtel de La Tour-Maubourg                                                                                       | 10 place Vendôme                                                                 | 48° 52′ 00″ nord, 2° 19′ 48″ est | « PA00085828 »                | Inscrit        | 1927           | Hôtel de La Tour-Maubourg                                                                                      |
| Hôtel Lulli | 45 rue des Petits-Champs 47 rue Sainte-Anne                                      | 48° 52′ 01″ nord, 2° 20′ 08″ est | « PA00085829 »                | Classé         | 1926           | Hôtel Lulli |
| Hôtel Marquet de Bourgade                                                                                       | 2 place Vendôme                                                                  | 48° 52′ 00″ nord, 2° 19′ 44″ est | « PA00085830 »                | Classé         | 1933           | Hôtel Marquet de Bourgade                                                                                      |
| Hôtel de Montplanque                                                                                            | 1bis place des Victoires                                                         | 48° 51′ 56″ nord, 2° 20′ 27″ est | « PA00085831 »                | Classé         | 1962           | Hôtel de Montplanque                                                                                           |
| Hôtel Moufle de La Thuilerie                                                                                    | 16 place Vendôme                                                                 | 48° 52′ 02″ nord, 2° 19′ 49″ est | « PA00085832 »                | Inscrit Classé | 1927 1942      | Hôtel Moufle de La Thuilerie                                                                                   |
| Hôtel de Nocé                                                                                                   | 26 place Vendôme                                                                 | 48° 52′ 05″ nord, 2° 19′ 49″ est | « PA00085833 »                | Classé         | 1930           | Hôtel de Nocé                                                                                                  |
| Hôtel de Parabère                                                                                               | 20 place Vendôme                                                                 | 48° 52′ 03″ nord, 2° 19′ 50″ est | « PA00085834 »                | Inscrit Classé | 1927 1930      | Hôtel de Parabère                                                                                              |
| Hôtel de la Porte                                                                                               | 25 rue du Jour 15 rue Montmartre                                                 | 48° 51′ 52″ nord, 2° 20′ 42″ est | « PA00085835 »                | Inscrit        | 1926           | Hôtel de la Porte                                                                                              |
| Hôtel Saint-Florentin                                                                                           | 2 rue Saint-Florentin                                                            | 48° 52′ 00″ nord, 2° 19′ 26″ est | « PA00085836 »                | Inscrit        | 1925           | Hôtel Saint-Florentin                                                                                          |
| Hôtel Saint-James et d'Albany                                                                                   | 211 rue Saint-Honoré 202 rue de Rivoli                                           | 48° 51′ 53″ nord, 2° 19′ 51″ est | « PA00085837 »                | Inscrit        | 1960           | Hôtel Saint-James et d'Albany                                                                                  |
| Hôtel de Ségur                                                                                                  | 22 place Vendôme                                                                 | 48° 52′ 04″ nord, 2° 19′ 50″ est | « PA00085838 »                | Inscrit        | 1927           | Hôtel de Ségur                                                                                                 |
| Hôtel de Soyecourt                                                                                              | 3 place des Victoires                                                            | 48° 51′ 55″ nord, 2° 20′ 28″ est | « PA00085840 »                | Inscrit        | 1926           | Hôtel de Soyecourt                                                                                             |
| Hôtel Tannevot                                                                                                  | 26 rue Cambon                                                                    | 48° 52′ 05″ nord, 2° 19′ 37″ est | « PA00085843 »                | Classé Inscrit | 1958 1959 1990 | Hôtel Tannevot                                                                                                 |
| Hôtel Thibert des Martrais                                                                                      | 6 place Vendôme                                                                  | 48° 52′ 00″ nord, 2° 19′ 45″ est | « PA00085830 »                | Classé         | 1933           | Hôtel Thibert des Martrais                                                                                     |
| Hôtel de Toulouse                                                                                               | 39 rue Croix-des-Petits-Champs                                                   | 48° 51′ 53″ nord, 2° 20′ 24″ est | « PA00085841 »                | Inscrit        | 1926           | Hôtel de Toulouse                                                                                              |
| Hôtel de Villeroy                                                                                               | 34 rue des Bourdonnais 9 rue des Déchargeurs                                     | 48° 51′ 36″ nord, 2° 20′ 45″ est | « PA00085842 »                | Inscrit        | 1984           | Hôtel de Villeroy                                                                                              |
| Immeuble | 35, 37 rue de l'Arbre-Sec 1 rue Bailleul                                         | 48° 51′ 39″ nord, 2° 20′ 32″ est | « PA00085844 »                | Inscrit        | 1962           | Immeuble |
| Immeuble | 52 rue de l'Arbre-Sec                                                            | 48° 51′ 39″ nord, 2° 20′ 34″ est | « PA00085845 »                | Inscrit        | 1925           | Immeuble |
| Immeuble | 1-3-5 rue de Beaujolais                                                          | 48° 51′ 57″ nord, 2° 20′ 20″ est | « PA00085846 »                | Classé         | 1926           | Immeuble |
| Immeuble | 7 rue de Beaujolais                                                              | 48° 51′ 58″ nord, 2° 20′ 19″ est | « PA00085847 »                | Classé         | 1920           | Immeuble |
| Immeuble | 9 rue de Beaujolais                                                              | 48° 51′ 58″ nord, 2° 20′ 19″ est | « PA00085848 »                | Classé         | 1927           | Immeuble |
| Immeuble | 11 rue de Beaujolais                                                             | 48° 51′ 58″ nord, 2° 20′ 18″ est | « PA00085849 »                | Classé         | 1926           | Image manquante Téléverser                                                                                     |
| Immeuble | 11bis rue de Beaujolais                                                          | 48° 51′ 58″ nord, 2° 20′ 18″ est | « PA75010014 »                | Classé         | 1928           | Immeuble |
| Immeuble | 15 rue de Beaujolais                                                             | 48° 51′ 58″ nord, 2° 20′ 17″ est | « PA00085850 »                | Classé         | 1929           | Immeuble |
| Immeuble | 7 rue Bertin-Poirée                                                              | 48° 51′ 31″ nord, 2° 20′ 40″ est | « PA00085852 »                | Inscrit        | 1974           | Immeuble |
| Immeuble | 8-10 rue Bertin-Poirée                                                           | 48° 51′ 31″ nord, 2° 20′ 42″ est | « PA00085852 »                | Inscrit        | 1974           | Immeuble |
| Immeuble | 14 rue Bertin-Poirée 19 rue Jean-Lantier                                         | 48° 51′ 32″ nord, 2° 20′ 42″ est | « PA00085853 »                | Inscrit        | 1974           | Immeuble |
| Immeuble | 15 rue Bertin-Poirée                                                             | 48° 51′ 33″ nord, 2° 20′ 41″ est | « PA00085852 »                | Inscrit        | 1974           | Immeuble |
| Immeuble | 17 rue Bertin-Poirée                                                             | 48° 51′ 33″ nord, 2° 20′ 42″ est | « PA00085852 »                | Inscrit        | 1925           | Immeuble |
| Immeuble | 22 rue des Bourdonnais                                                           | 48° 51′ 33″ nord, 2° 20′ 40″ est | « PA00085854 »                | Inscrit        | 1974           | Immeuble |
| Immeuble | 24 rue des Bourdonnais                                                           | 48° 51′ 34″ nord, 2° 20′ 41″ est | « PA00085855 »                | Inscrit        | 1974           | Immeuble |
| Immeuble | 30 rue des Bourdonnais                                                           | 48° 51′ 35″ nord, 2° 20′ 43″ est | « PA00085856 »                | Inscrit        | 1925           | Image manquante Téléverser                                                                                     |
| Immeuble | 20 rue Cambon                                                                    | 48° 52′ 03″ nord, 2° 19′ 36″ est | « PA00085857 »                | Inscrit        | 1980           | Immeuble |
| Immeuble | 43 rue Croix-des-Petits-Champs                                                   | 48° 51′ 55″ nord, 2° 20′ 26″ est | « PA00085858 »                | Inscrit        | 1928           | Immeuble |
| Immeuble | 15 rue Danielle-Casanova                                                         | 48° 52′ 04″ nord, 2° 19′ 57″ est | « PA00085859 »                | Inscrit        | 1974           | Immeuble |
| Immeuble | 19 rue Danielle-Casanova                                                         | 48° 52′ 04″ nord, 2° 19′ 55″ est | « PA00133003 »                | Inscrit        | 1994           | Immeuble |
| Immeuble | 21 rue Danielle-Casanova                                                         | 48° 52′ 04″ nord, 2° 19′ 55″ est | « PA75010007 »                | Inscrit        | 1998           | Immeuble |
| Immeuble | 23 rue Danielle-Casanova 2 impasse Gomboust                                      | 48° 52′ 04″ nord, 2° 19′ 54″ est | « PA75010009 »                | Inscrit        | 1999           | Immeuble |
| Immeuble | 25-27 rue Danielle-Casanova                                                      | 48° 52′ 05″ nord, 2° 19′ 53″ est | « PA75010004 »                | Inscrit        | 1974           | Immeuble |
| Immeuble | 29 rue Danielle-Casanova                                                         | 48° 52′ 05″ nord, 2° 19′ 52″ est | « PA75010008 »                | Inscrit        | 1998           | Immeuble |
| Immeuble | 12 place Dauphine 25 quai de l'Horloge                                           | 48° 51′ 25″ nord, 2° 20′ 34″ est | « PA00085860 »                | Inscrit        | 1925           | Immeuble |
| Immeuble | 13 place Dauphine 50 quai des Orfèvres                                           | 48° 51′ 22″ nord, 2° 20′ 32″ est | « PA00085861 »                | Inscrit        | 1950           | Immeuble |
| Immeuble | 14 place Dauphine 27 quai de l'Horloge                                           | 48° 51′ 25″ nord, 2° 20′ 34″ est | « PA00085862 »                | Inscrit        | 1925           | Immeuble |
| Immeuble | 15 place Dauphine 52-54 quai des Orfèvres                                        | 48° 51′ 23″ nord, 2° 20′ 31″ est | « PA00085863 »                | Inscrit        | 1925 1950      | Immeuble |
| Immeuble | 16 place Dauphine 29 quai de l'Horloge                                           | 48° 51′ 25″ nord, 2° 20′ 33″ est | « PA00085864 »                | Inscrit        | 1925           | Immeuble |
| Immeuble | 17 place Dauphine 56 quai des Orfèvres                                           | 48° 51′ 23″ nord, 2° 20′ 31″ est | « PA00085865 »                | Inscrit        | 1950           | Immeuble |
| Immeuble | 19-21 place Dauphine                                                             | 48° 51′ 24″ nord, 2° 20′ 31″ est | « PA00085866 »                | Inscrit        | 1925 1950      | Immeuble |
| Immeuble | 23 place Dauphine                                                                | 48° 51′ 24″ nord, 2° 20′ 31″ est | « PA00085867 »                | Inscrit        | 1928 1950      | Immeuble |
| Immeuble | 24 place Dauphine 37 quai de l'Horloge                                           | 48° 51′ 25″ nord, 2° 20′ 31″ est | « PA00085868 »                | Inscrit        | 1950           | Immeuble |
| Immeuble | 25 place Dauphine                                                                | 48° 51′ 24″ nord, 2° 20′ 30″ est | « PA00085869 »                | Inscrit        | 1950           | Immeuble |
| Immeuble | 26 place Dauphine 39 quai de l'Horloge                                           | 48° 51′ 25″ nord, 2° 20′ 31″ est | « PA00085870 »                | Inscrit        | 1925 1950      | Immeuble |
| Immeuble | 27 place Dauphine                                                                | 48° 51′ 24″ nord, 2° 20′ 30″ est | « PA00085871 »                | Inscrit        | 1950           | Immeuble |
| Immeuble | 28 place Dauphine                                                                | 48° 51′ 25″ nord, 2° 20′ 30″ est | « PA00085872 »                | Classé         | 1945           | Immeuble |
| Immeuble | 29 place Dauphine 74 quai des Orfèvres                                           | 48° 51′ 25″ nord, 2° 20′ 30″ est | « PA00085873 »                | Inscrit        | 1950           | Immeuble |
| Immeuble | 31 place Dauphine 15 place du Pont-Neuf 76 quai des Orfèvres                     | 48° 51′ 25″ nord, 2° 20′ 29″ est | « PA00085874 »                | Classé         | 1926           | Immeuble |
| Immeuble | 3 rue des Deux-Boules 12-14-14bis rue Jean-Lantier                               | 48° 51′ 32″ nord, 2° 20′ 45″ est | « PA00085876 »                | Inscrit        | 1974           | Immeuble |
| Immeuble | 5 rue des Deux-Boules                                                            | 48° 51′ 32″ nord, 2° 20′ 44″ est | « PA00085877 »                | Inscrit        | 1974           | Immeuble |
| Immeuble | 7 rue des Deux-Boules                                                            | 48° 51′ 33″ nord, 2° 20′ 44″ est | « PA00085878 »                | Inscrit        | 1974           | Immeuble |
| Immeuble | 9-11 rue des Deux-Boules                                                         | 48° 51′ 33″ nord, 2° 20′ 43″ est | « PA00085879 »                | Inscrit        | 1974           | Immeuble |
| Immeuble | 13 rue des Deux-Boules 18 rue Bertin-Poirée                                      | 48° 51′ 33″ nord, 2° 20′ 43″ est | « PA00085880 »                | Inscrit        | 1974           | Immeuble |
| Immeuble | 2 rue de la Ferronnerie 1-3 rue des Innocents 43 rue Saint-Denis                 | 48° 51′ 37″ nord, 2° 20′ 53″ est | « PA00085882 »                | Inscrit        | 1980           | Immeuble |
| Immeuble | 4 rue de la Ferronnerie 5-7 rue des Innocents                                    | 48° 51′ 37″ nord, 2° 20′ 52″ est | « PA00085883 »                | Inscrit        | 1980           | Immeuble |
| Immeuble | 6-6bis-8-8bis rue de la Ferronnerie 9-11-13 rue des Innocents                    | 48° 51′ 37″ nord, 2° 20′ 50″ est | « PA00085884 »                | Inscrit        | 1928           | Immeuble |
| Immeuble | 10 rue de la Ferronnerie 15 rue des Innocents                                    | 48° 51′ 38″ nord, 2° 20′ 49″ est | « PA00085885 »                | Inscrit        | 1980           | Immeuble |
| Immeuble | 12-14 rue de la Ferronnerie 17-19-21 rue des Innocents 2bis rue de la Lingerie   | 48° 51′ 38″ nord, 2° 20′ 48″ est | « PA00085886 »                | Inscrit        | 1980           | Immeuble |
| Immeuble | 29 rue de la Ferronnerie                                                         | 48° 51′ 37″ nord, 2° 20′ 49″ est | « PA00085887 »                | Inscrit        | 1980           | Immeuble |
| Immeuble | 31 rue de la Ferronnerie                                                         | 48° 51′ 37″ nord, 2° 20′ 48″ est | « PA00085888 »                | Inscrit        | 1984           | Immeuble |
| Immeuble | 20 rue Hérold                                                                    | 48° 51′ 55″ nord, 2° 20′ 33″ est | « PA00085889 »                | Inscrit        | 1926           | Immeuble |
| Immeuble | 19 quai de l'Horloge 2 rue de Harlay                                             | 48° 51′ 24″ nord, 2° 20′ 35″ est | « PA00085890 »                | Inscrit        | 1928 1950      | Immeuble |
| Immeuble | 21 quai de l'Horloge                                                             | 48° 51′ 25″ nord, 2° 20′ 35″ est | « PA00085891 »                | Inscrit        | 1928           | Immeuble |
| Immeuble | 23 quai de l'Horloge                                                             | 48° 51′ 25″ nord, 2° 20′ 35″ est | « PA00085892 »                | Inscrit        | 1950           | Immeuble |
| Immeuble | 16-18 rue Jean-Lantier                                                           | 48° 51′ 32″ nord, 2° 20′ 43″ est | « PA00085894 »                | Inscrit        | 1974           | Immeuble |
| Immeuble | 42 rue de La Sourdière 1 rue Gomboust                                            | 48° 52′ 02″ nord, 2° 20′ 00″ est | « PA00085957 »                | Inscrit        | 1962           | Immeuble |
| Immeuble | 3-5-7-9 rue des Lavandières-Sainte-Opportune                                     | 48° 51′ 30″ nord, 2° 20′ 44″ est | « PA00085895 »                | Inscrit        | 1974           | Immeuble |
| Immeuble | 11 rue des Lavandières-Sainte-Opportune                                          | 48° 51′ 31″ nord, 2° 20′ 45″ est | « PA00085896 »                | Inscrit        | 1974           | Immeuble |
| Immeuble | 15 rue des Lavandières-Sainte-Opportune Rue Jean-Lantier                         | 48° 51′ 31″ nord, 2° 20′ 45″ est | « PA00085897 »                | Inscrit        | 1974           | Immeuble |
| Immeuble | 17 rue des Lavandières-Sainte-Opportune 1 rue des Deux-Boules                    | 48° 51′ 32″ nord, 2° 20′ 46″ est | « PA00085898 »                | Inscrit        | 1974           | Immeuble |
| Immeuble | 25 rue des Lavandières-Sainte-Opportune 1 rue du Plat-d'Étain                    | 48° 51′ 34″ nord, 2° 20′ 48″ est | « PA00133006 »                | Inscrit        | 1974           | Immeuble |
| Immeuble | 62 rue des Lombards                                                              | 48° 51′ 36″ nord, 2° 20′ 51″ est | « PA00085900 »                | Inscrit        | 1925           | Immeuble |
| Immeuble | 14 quai de la Mégisserie                                                         | 48° 51′ 29″ nord, 2° 20′ 40″ est | « PA75010010 »                | Inscrit        | 1999           | Immeuble |
| Immeuble | 15 rue Montorgueil                                                               | 48° 51′ 50″ nord, 2° 20′ 47″ est | « PA00085901 »                | Inscrit        | 1928           | Immeuble |
| Immeuble | 17 rue Montorgueil                                                               | 48° 51′ 50″ nord, 2° 20′ 47″ est | « PA00085902 »                | Inscrit        | 1989           | Immeuble |
| Immeuble | 19 rue Montorgueil                                                               | 48° 51′ 50″ nord, 2° 20′ 47″ est | « PA00085903 »                | Inscrit        | 1928           | Immeuble |
| Immeuble | 10-12 rue de Montpensier                                                         | 48° 51′ 52″ nord, 2° 20′ 12″ est | « PA00085904 »                | Classé         | 1920           | Immeuble |
| Immeuble | 14-16 rue de Montpensier                                                         | 48° 51′ 52″ nord, 2° 20′ 13″ est | « PA00085905 »                | Classé         | 1927           | Immeuble |
| Immeuble | 18 rue de Montpensier                                                            | 48° 51′ 53″ nord, 2° 20′ 13″ est | « PA00085906 »                | Classé         | 1927           | Immeuble |
| Immeuble | 20 rue de Montpensier                                                            | 48° 51′ 54″ nord, 2° 20′ 13″ est | « PA00085907 »                | Inscrit        | 1994           | Immeuble |
| Immeuble | 22 rue de Montpensier                                                            | 48° 51′ 54″ nord, 2° 20′ 13″ est | « PA00085908 »                | Inscrit        | 1997           | Immeuble |
| Immeuble | 24 rue de Montpensier                                                            | 48° 51′ 55″ nord, 2° 20′ 13″ est | « PA00085909 »                | Classé         | 1920           | Immeuble |
| Immeuble | 26 rue de Montpensier 39 galerie de Montpensier                                  | 48° 51′ 55″ nord, 2° 20′ 14″ est | « PA00085910 »                | Classé Inscrit | 1920 2015      | Immeuble |
| Immeuble | 28 rue de Montpensier                                                            | 48° 51′ 55″ nord, 2° 20′ 14″ est | « PA00085911 »                | Classé         | 1927           | Immeuble |
| Immeuble | 30 rue de Montpensier                                                            | 48° 51′ 56″ nord, 2° 20′ 14″ est | « PA00085912 »                | Classé         | 1926           | Immeuble |
| Immeuble | 32 rue de Montpensier                                                            | 48° 51′ 56″ nord, 2° 20′ 14″ est | « PA00085913 »                | Classé         | 1926           | Immeuble |
| Immeuble | 34 rue de Montpensier                                                            | 48° 51′ 57″ nord, 2° 20′ 15″ est | « PA00085914 »                | Classé Inscrit | 1930 1993      | Immeuble |
| Immeuble | 36 rue de Montpensier                                                            | 48° 51′ 57″ nord, 2° 20′ 15″ est | « PA00085915 »                | Inscrit        | 1996           | Immeuble |
| Immeuble | 4 rue des Moulins                                                                | 48° 52′ 00″ nord, 2° 20′ 06″ est | « PA00085917 »                | Inscrit        | 1964           | Immeuble |
| Immeuble | 5 rue des Moulins                                                                | 48° 52′ 01″ nord, 2° 20′ 06″ est | « PA00085918 »                | Inscrit        | 1925           | Immeuble |
| Immeuble | 6 rue des Moulins                                                                | 48° 52′ 00″ nord, 2° 20′ 06″ est | « PA00085919 »                | Inscrit        | 1964           | Immeuble |
| Immeuble | 8 rue des Moulins                                                                | 48° 52′ 00″ nord, 2° 20′ 07″ est | « PA00085920 »                | Inscrit        | 1964           | Immeuble |
| Immeuble | 10 rue des Moulins                                                               | 48° 52′ 01″ nord, 2° 20′ 07″ est | « PA00085921 »                | Inscrit        | 1964           | Immeuble |
| Immeuble | 23 avenue de l'Opéra 22 rue d'Argenteuil                                         | 48° 52′ 00″ nord, 2° 20′ 01″ est | « PA00085922 »                | Inscrit        | 1983           | Immeuble |
| Immeuble | 68-72 quai des Orfèvres                                                          | 48° 51′ 24″ nord, 2° 20′ 30″ est | « PA00085923 »                | Inscrit        | 1950           | Immeuble |
| Immeuble | 3 rue des Orfèvres                                                               | 48° 51′ 30″ nord, 2° 20′ 42″ est | « PA00085924 »                | Inscrit        | 1974           | Immeuble |
| Immeuble | 5 rue des Orfèvres                                                               | 48° 51′ 30″ nord, 2° 20′ 43″ est | « PA00085925 »                | Inscrit        | 1974           | Immeuble |
| Immeuble | 6 rue des Orfèvres                                                               | 48° 51′ 31″ nord, 2° 20′ 43″ est | « PA00085926 »                | Inscrit        | 1974           | Immeuble |
| Immeuble | 7 rue des Orfèvres                                                               | 48° 51′ 31″ nord, 2° 20′ 43″ est | « PA00085927 »                | Inscrit        | 1974           | Immeuble |
| Immeuble (vestiges de l'ancienne chapelle Saint-Éloi)                                                           | 8 rue des Orfèvres                                                               | 48° 51′ 31″ nord, 2° 20′ 44″ est | « PA00085928 »                | Inscrit        | 1974           | Immeuble(vestiges de l'ancienne chapelle Saint-Éloi)                                                           |
| Immeuble | 9 rue des Orfèvres                                                               | 48° 51′ 31″ nord, 2° 20′ 43″ est | « PA00085929 »                | Inscrit        | 1974           | Immeuble |
| Immeuble | 10 rue des Orfèvres 13-15 rue Jean-Lantier Rue des Lavandières-Sainte-Opportune  | 48° 51′ 31″ nord, 2° 20′ 44″ est | « PA00085930 »                | Inscrit        | 1974           | Immeuble |
| Immeuble | 39 rue des Petits-Champs                                                         | 48° 52′ 01″ nord, 2° 20′ 11″ est | « PA00086008 »                | Inscrit        | 1992           | Immeuble |
| Immeuble | 61 rue des Petits-Champs                                                         | 48° 52′ 02″ nord, 2° 20′ 03″ est | « PA00085931 »                | Inscrit        | 1925           | Immeuble |
| Immeuble | 28 rue de Richelieu                                                              | 48° 51′ 55″ nord, 2° 20′ 12″ est | « PA00085932 »                | Inscrit        | 1975           | Immeuble |
| Immeuble | 39 rue de Richelieu 6-6bis rue Thérèse                                           | 48° 51′ 57″ nord, 2° 20′ 12″ est | « PA75010002 »                | Classé         | 1927           | Immeuble |
| Immeuble | 40 rue de Richelieu 37 rue de Montpensier                                        | 48° 51′ 57″ nord, 2° 20′ 14″ est | « PA75010013 »                | Inscrit        | 2003           | Immeuble |
| Immeuble | 146 rue de Rivoli 3-5-7 rue Bailleul                                             | 48° 51′ 38″ nord, 2° 20′ 32″ est | « PA75010005 »                | Inscrit        | 1997           | Immeuble |
| Immeuble | 127 rue Saint-Denis                                                              | 48° 51′ 47″ nord, 2° 20′ 59″ est | « PA00085934 »                | Inscrit        | 1984           | Immeuble |
| Immeuble | 36 rue Sainte-Anne                                                               | 48° 52′ 00″ nord, 2° 20′ 09″ est | « PA00085933 »                | Inscrit        | 1925           | Immeuble |
| Immeuble | 6 rue Saint-Florentin                                                            | 48° 52′ 02″ nord, 2° 19′ 28″ est | « PA00085935 »                | Inscrit        | 1962           | Immeuble |
| Immeuble | 2 rue Saint-Germain-l'Auxerrois 1 rue des Lavandières-Sainte-Opportune           | 48° 51′ 29″ nord, 2° 20′ 44″ est | « PA00085936 »                | Inscrit        | 1974           | Immeuble |
| Immeuble | 5-7 rue Saint-Germain-l'Auxerrois                                                | 48° 51′ 29″ nord, 2° 20′ 43″ est | « PA00085937 »                | Inscrit        | 1974           | Immeuble |
| Immeuble | 9 rue Saint-Germain-l'Auxerrois                                                  | 48° 51′ 29″ nord, 2° 20′ 42″ est | « PA00085938 »                | Inscrit        | 1974           | Immeuble |
| Immeuble | 10 rue Saint-Germain-l'Auxerrois 1 rue des Orfèvres                              | 48° 51′ 30″ nord, 2° 20′ 42″ est | « PA00085939 »                | Inscrit        | 1974           | Immeuble |
| Immeuble | 12 rue Saint-Germain-l'Auxerrois                                                 | 48° 51′ 30″ nord, 2° 20′ 42″ est | « PA00085940 »                | Inscrit        | 1974           | Immeuble |
| Immeuble | 13 rue Saint-Germain-l'Auxerrois                                                 | 48° 51′ 30″ nord, 2° 20′ 41″ est | « PA00085941 »                | Inscrit        | 1974           | Immeuble |
| Immeuble | 14 rue Saint-Germain-l'Auxerrois                                                 | 48° 51′ 30″ nord, 2° 20′ 41″ est | « PA00085942 »                | Inscrit        | 1974           | Immeuble |
| Immeuble | 15 rue Saint-Germain-l'Auxerrois 4 rue Bertin-Poirée                             | 48° 51′ 30″ nord, 2° 20′ 41″ est | « PA00085943 »                | Inscrit        | 1974           | Immeuble |
| Immeuble | 16 rue Saint-Germain-l'Auxerrois 6 rue Bertin-Poirée                             | 48° 51′ 30″ nord, 2° 20′ 41″ est | « PA00085944 »                | Inscrit        | 1974           | Immeuble |
| Immeuble | 18 rue Saint-Germain-l'Auxerrois 5 rue Bertin-Poirée                             | 48° 51′ 30″ nord, 2° 20′ 40″ est | « PA00085945 »                | Inscrit        | 1974           | Immeuble |
| Immeuble | 20-22 rue Saint-Germain-l'Auxerrois                                              | 48° 51′ 30″ nord, 2° 20′ 40″ est | « PA00085946 »                | Inscrit        | 1974           | Immeuble |
| Immeuble | 24 rue Saint-Germain-l'Auxerrois                                                 | 48° 51′ 31″ nord, 2° 20′ 40″ est | « PA00085947 »                | Inscrit        | 1974           | Immeuble |
| Immeuble | 26-28-30 rue Saint-Germain-l'Auxerrois                                           | 48° 51′ 31″ nord, 2° 20′ 39″ est | « PA00085948 »                | Inscrit        | 1974           | Immeuble |
| Immeuble | 47 rue Saint-Honoré                                                              | 48° 51′ 39″ nord, 2° 20′ 43″ est | « PA00085949 »                | Inscrit        | 1925           | Immeuble |
| Immeuble | 54 rue Saint-Honoré 1 rue des Prouvaires                                         | 48° 51′ 41″ nord, 2° 20′ 38″ est | « PA00085950 »                | Inscrit        | 1926           | Immeuble |
| Immeuble | 93 rue Saint-Honoré                                                              | 48° 51′ 40″ nord, 2° 20′ 36″ est | « PA00085951 »                | Inscrit        | 1962 1984      | Immeuble |
| Immeuble | 97 rue Saint-Honoré                                                              | 48° 51′ 40″ nord, 2° 20′ 35″ est | « PA00135361 »                | Inscrit        | 1995           | Immeuble |
| Immeuble | 115 rue Saint-Honoré                                                             | 48° 51′ 41″ nord, 2° 20′ 32″ est | « PA00085952 »                | Inscrit        | 1962           | Immeuble |
| Immeuble | 334 rue Saint-Honoré                                                             | 48° 51′ 57″ nord, 2° 19′ 50″ est | « PA00085953 »                | Inscrit        | 1962           | Immeuble |
| Immeuble | 352 rue Saint-Honoré                                                             | 48° 52′ 00″ nord, 2° 19′ 45″ est | « PA00085954 »                | Inscrit        | 1928           | Immeuble |
| Immeuble | 366 rue Saint-Honoré                                                             | 48° 52′ 02″ nord, 2° 19′ 40″ est | « PA00085955 »                | Inscrit        | 1994           | Immeuble |
| Immeuble | 368-370 rue Saint-Honoré                                                         | 48° 52′ 02″ nord, 2° 19′ 38″ est | « PA00133004 »                | Inscrit        | 1994           | Immeuble |
| Immeuble | 372 rue Saint-Honoré                                                             | 48° 52′ 02″ nord, 2° 19′ 37″ est | « PA00133005 »                | Inscrit        | 1994           | Immeuble |
| Immeuble | 404 rue Saint-Honoré                                                             | 48° 52′ 05″ nord, 2° 19′ 29″ est | « PA00085956 »                | Inscrit        | 1962           | Immeuble |
| Immeuble | 5-7 rue Sauval                                                                   | 48° 51′ 43″ nord, 2° 20′ 32″ est | « PA00135362 »                | Inscrit        | 1995           | Immeuble |
| Immeuble | 1 rue Thérèse                                                                    | 48° 51′ 56″ nord, 2° 20′ 11″ est | « PA00085958 »                | Inscrit        | 1925           | Immeuble |
| Immeuble | 3 place de Valois                                                                | 48° 51′ 49″ nord, 2° 20′ 18″ est | « PA00085959 »                | Inscrit        | 1946           | Immeuble |
| Immeuble | 4 place de Valois 7 rue des Bons-Enfants                                         | 48° 51′ 47″ nord, 2° 20′ 17″ est | « PA00085960 »                | Inscrit        | 1946           | Immeuble |
| Immeuble | 5 place de Valois 13-15 rue des Bons-Enfants                                     | 48° 51′ 48″ nord, 2° 20′ 18″ est | « PA00085961 »                | Inscrit        | 1946           | Immeuble |
| Immeuble | 6 place de Valois 9 rue des Bons-Enfants                                         | 48° 51′ 47″ nord, 2° 20′ 18″ est | « PA00085962 »                | Inscrit        | 1946           | Immeuble |
| Immeuble | 7 place de Valois 11 rue des Bons-Enfants                                        | 48° 51′ 48″ nord, 2° 20′ 18″ est | « PA00085963 »                | Inscrit        | 1946           | Immeuble |
| Immeuble | 2 rue de Valois 202 rue Saint-Honoré                                             | 48° 51′ 46″ nord, 2° 20′ 16″ est | « PA00085964 »                | Inscrit        | 1946           | Immeuble |
| Immeuble | 4 rue de Valois 2 place de Valois                                                | 48° 51′ 47″ nord, 2° 20′ 16″ est | « PA00085965 »                | Inscrit        | 1946           | Immeuble |
| Immeuble | 6 rue de Valois 1 place de Valois                                                | 48° 51′ 48″ nord, 2° 20′ 17″ est | « PA00085966 »                | Inscrit        | 1928 1946      | Immeuble |
| Immeuble | 8 rue de Valois 17 rue des Bons-Enfants                                          | 48° 51′ 49″ nord, 2° 20′ 17″ est | « PA00085967 »                | Inscrit        | 1946           | Immeuble |
| Immeuble | 9 rue de Valois                                                                  | 48° 51′ 51″ nord, 2° 20′ 17″ est | « PA00085968 »                | Classé         | 1922           | Immeuble |
| Immeuble | 11 rue de Valois                                                                 | 48° 51′ 51″ nord, 2° 20′ 17″ est | « PA00085969 »                | Classé         | 1922           | Immeuble |
| Immeuble | 13 rue de Valois                                                                 | 48° 51′ 52″ nord, 2° 20′ 17″ est | « PA00085970 »                | Classé         | 1922           | Immeuble |
| Immeuble | 15 rue de Valois                                                                 | 48° 51′ 52″ nord, 2° 20′ 18″ est | « PA00085971 »                | Classé         | 1926           | Immeuble |
| Immeuble | 17 rue de Valois                                                                 | 48° 51′ 52″ nord, 2° 20′ 18″ est | « PA00085972 »                | Classé         | 1926           | Immeuble |
| Immeuble | 19 rue de Valois                                                                 | 48° 51′ 53″ nord, 2° 20′ 18″ est | « PA00085973 »                | Classé         | 1922           | Immeuble |
| Immeuble | 21 rue de Valois                                                                 | 48° 51′ 53″ nord, 2° 20′ 18″ est | « PA00085974 »                | Classé         | 1922           | Immeuble |
| Immeuble | 23 rue de Valois                                                                 | 48° 51′ 53″ nord, 2° 20′ 19″ est | « PA00085975 »                | Classé         | 1922           | Immeuble |
| Immeuble | 25 rue de Valois                                                                 | 48° 51′ 54″ nord, 2° 20′ 19″ est | « PA00085976 »                | Classé         | 1922           | Immeuble |
| Immeuble | 27 rue de Valois                                                                 | 48° 51′ 54″ nord, 2° 20′ 19″ est | « PA00085977 »                | Classé         | 1922           | Immeuble |
| Immeuble | 29 rue de Valois                                                                 | 48° 51′ 55″ nord, 2° 20′ 19″ est | « PA00085978 »                | Classé         | 1922           | Immeuble |
| Immeuble | 31 rue de Valois                                                                 | 48° 51′ 55″ nord, 2° 20′ 19″ est | « PA00085979 »                | Classé         | 1922           | Immeuble |
| Immeuble | 33 rue de Valois                                                                 | 48° 51′ 55″ nord, 2° 20′ 19″ est | « PA00085980 »                | Classé         | 1927           | Immeuble |
| Immeuble | 35-35bis rue de Valois                                                           | 48° 51′ 55″ nord, 2° 20′ 20″ est | « PA00085981 »                | Classé         | 1927           | Immeuble |
| Immeuble | 37 rue de Valois                                                                 | 48° 51′ 56″ nord, 2° 20′ 20″ est | « PA00085982 »                | Classé         | 1922           | Immeuble |
| Immeuble | 39 rue de Valois                                                                 | 48° 51′ 56″ nord, 2° 20′ 20″ est | « PA00085983 »                | Classé         | 1922           | Immeuble |
| Immeuble | 41 rue de Valois                                                                 | 48° 51′ 57″ nord, 2° 20′ 20″ est | « PA00085984 »                | Classé         | 1922           | Immeuble |
| Immeuble | 43 rue de Valois                                                                 | 48° 51′ 57″ nord, 2° 20′ 21″ est | « PA00085985 »                | Classé         | 1922           | Immeuble |
| Immeuble | 2 rue La Vrillière                                                               | 48° 51′ 55″ nord, 2° 20′ 26″ est | « PA00085899 »                | Inscrit        | 1925 2001      | Immeuble |
| Jardin des Tuileries                                                                                            | Quai du Louvre Avenue du Général-Lemonnier Rue de Rivoli                         | 48° 51′ 48″ nord, 2° 19′ 39″ est | « PA00085992 »                | Inscrit        | 1950           | Jardin des Tuileries                                                                                           |
| Manège Duphot                                                                                                   | 10-12-14 rue Duphot                                                              | 48° 52′ 06″ nord, 2° 19′ 34″ est | « PA00085881 »                | Inscrit        | 1989           | Manège Duphot                                                                                                  |
| Palais de justice                                                                                               | Boulevard du Palais                                                              | 48° 51′ 21″ nord, 2° 20′ 41″ est | « PA00085991 »                | Classé         | 1862           | Palais de justice                                                                                              |
| Palais du Louvre                                                                                                | Quai du Louvre Avenue du Général-Lemonnier Rue de Rivoli                         | 48° 51′ 39″ nord, 2° 20′ 12″ est | « PA00085992 »                | Classé         | 1888 1889 1914 | Palais du Louvre                                                                                               |
| Palais-Royal | Place du Palais-Royal 1 à 7 rue de Valois 2 à 8 rue de Montpensier Place Colette | 48° 51′ 49″ nord, 2° 20′ 13″ est | « PA00085993 »                | Classé         | 1994           | Palais-Royal                                                                                                   |
| Passage des Deux-Pavillons                                                                                      | 6, 8 rue de Beaujolais 5 rue des Petits-Champs                                   | 48° 51′ 58″ nord, 2° 20′ 20″ est | « PA00085994 »                | Inscrit        | 1986           | Passage des Deux-Pavillons                                                                                     |
| Place Dauphine                                                                                                  | Place Dauphine                                                                   | 48° 51′ 23″ nord, 2° 20′ 33″ est | « PA00085996 »                | Classé         | 1889           | Place Dauphine                                                                                                 |
| Place des Victoires                                                                                             | Place des Victoires                                                              | 48° 51′ 56″ nord, 2° 20′ 28″ est | « PA00085997 »                | Classé         | 1962           | Place des Victoires                                                                                            |
| Pont des Arts                                                                                                   | Pont des Arts                                                                    | 48° 51′ 30″ nord, 2° 20′ 15″ est | « PA00085998 »                | Classé         | 1939           | Pont des Arts                                                                                                  |
| Pont Neuf | Pont Neuf                                                                        | 48° 51′ 26″ nord, 2° 20′ 30″ est | « PA00085999 »                | Classé         | 1888 1889 1914 | Pont Neuf |
| Pont Royal | Pont Royal                                                                       | 48° 51′ 37″ nord, 2° 19′ 48″ est | « PA00086000 »                | Classé         | 1888 1889 1914 | Pont Royal |
| Restaurant L'Escargot Montorgueil                                                                               | 38 rue Montorgueil 42 rue Mauconseil                                             | 48° 51′ 51″ nord, 2° 20′ 48″ est | « PA75010006 »                | Inscrit        | 1998           | Restaurant L'Escargot Montorgueil                                                                              |
| Restaurant Grand Véfour                                                                                         | 17 rue de Beaujolais                                                             | 48° 51′ 58″ nord, 2° 20′ 17″ est | « PA00085851 »                | Classé Inscrit | 1927 1983      | Restaurant Grand Véfour                                                                                        |
| Restaurant Le Mercure galant                                                                                    | 20 rue de Beaujolais 15 rue des Petits-Champs                                    | 48° 51′ 59″ nord, 2° 20′ 17″ est | « PA75010001 »                | Inscrit        | 1996           | Restaurant Le Mercure galant                                                                                   |
| Restaurant Pharamond                                                                                            | 24 rue de la Grande-Truanderie                                                   | 48° 51′ 47″ nord, 2° 20′ 54″ est | « PA00086004 »                | Inscrit        | 1989           | Restaurant Pharamond                                                                                           |
| Sainte-Chapelle                                                                                                 | Boulevard du Palais                                                              | 48° 51′ 19″ nord, 2° 20′ 42″ est | « PA00086001 »                | Classé         | 1862           | Sainte-Chapelle                                                                                                |
| La Samaritaine                                                                                                  | 19 rue de la Monnaie 34 rue de l'Arbre-Sec 67 rue de Rivoli 1 rue du Pont-Neuf   | 48° 51′ 33″ nord, 2° 20′ 33″ est | « PA00086005 »                | Inscrit        | 1990           | La Samaritaine                                                                                                 |
| Semeuse de Paris                                                                                                | 16 rue du Louvre Rue Bailleul                                                    | 48° 51′ 41″ nord, 2° 20′ 28″ est | « PA75010012 »                | Inscrit        | 2000           | Semeuse de Paris                                                                                               |
| Statue équestre d'Henri IV                                                                                      | Place du Pont-Neuf                                                               | 48° 51′ 26″ nord, 2° 20′ 27″ est | « PA00086006 »                | Classé         | 1992           | Statue équestre d'Henri IV                                                                                     |
| Statue équestre de Jeanne d'Arc                                                                                 | Place des Pyramides                                                              | 48° 51′ 50″ nord, 2° 19′ 56″ est | « PA00086007 »                | Classé         | 1992           | Statue équestre de Jeanne d'Arc                                                                                |
| Statue équestre de Louis XIV                                                                                    | Place des Victoires                                                              | 48° 51′ 57″ nord, 2° 20′ 28″ est | « PA00086002 »                | Classé         | 1992           | Statue équestre de Louis XIV                                                                                   |
| Temple de l'Oratoire du Louvre                                                                                  | 145 rue Saint-Honoré                                                             | 48° 51′ 42″ nord, 2° 20′ 24″ est | « PA00085789 »                | Classé         | 1907           | Temple de l'Oratoire du Louvre                                                                                 |
| Théâtre du Châtelet                                                                                             | Place du Châtelet 2, 2bis, 2ter quai de la Mégisserie 17 avenue Victoria         | 48° 51′ 28″ nord, 2° 20′ 46″ est | « PA00086003 »                | Inscrit        | 1979           | Théâtre du Châtelet                                                                                            |
| Théâtre Les Déchargeurs                                                                                         | 3 rue des Déchargeurs                                                            | 48° 51′ 35″ nord, 2° 20′ 45″ est | « PA00085875 »                | Classé         | 1927           | Théâtre Les Déchargeurs                                                                                        |
| Théâtre du Palais-Royal                                                                                         | 38-40 rue de Montpensier 21 rue de Beaujolais                                    | 48° 51′ 58″ nord, 2° 20′ 15″ est | « PA00085916 »                | Inscrit        | 1980           | Théâtre du Palais-Royal                                                                                        |

## Anciens monuments historiques
| Monument               | Adresse                 | Coordonnées                      | Notice | Protection     | Date   | Illustration           |
| ---------------------- | ----------------------- | -------------------------------- | ------ | -------------- | ------ | ---------------------- |
| Chancellerie d'Orléans | 19 rue des Bons-Enfants | 48° 51′ 47″ nord, 2° 20′ 19″ est |        | Classé Détruit | ? 1923 | Chancellerie d'Orléans |